# Araeogyia spatulata
Araeogyia spatulata is een vlinder uit de familie van de slakrupsvlinders (Limacodidae). De wetenschappelijke naam van de soort is voor het eerst geldig gepubliceerd in 1892 door Hamspon.